# Stoneiland
Stoneiland (auch: Ston Island) ist ein Hotelkomplex auf der gleichnamigen Halbinsel und ein Badestrand im Distrikt Brokopondo in Suriname.

## Geographie
Die Halbinsel liegt am Fuße des Brownsberg, ca. 2,5 km südlich von Brownsweg und erstreckt sich über eine Länge von ca. 600 m nach Süden in den Brokopondo-Stausee. Der Strand ist ungewöhnlich, da noch immer die Stämme der abgestorbenen Urwaldbäume aus dem Wasser ragen. Auf der Halbinsel befindet sich auch ein Bootsanleger, damit Touristen den See befahren können.

## Geschichte
Am 1. Februar 1964 wurde der Afobaka Dam in Betrieb genommen und der Brokopondo-Stausee entstand. Stoneiland wurde zu einer Halbinsel. 2006 errichtete ein ehemaliger Goldsucher ein Holiday Resort in der Nähe des Strands.